# Zoropsis media
Espèce
Zoropsis media est une espèce d'araignées aranéomorphes de la famille des Zoropsidae.

## Distribution
Cette espèce se rencontre dans l'Ouest du bassin méditerranéen. C'est l'une des deux espèces de Zoropses connues en France métropolitaine (l'autre étant Zoropsis spinimana).

## Description
Les mâles mesurent de 9 à 11 mm et les femelles de 9 à 11 mm. Cette espèce n’a pas les chélicères noirs, contrairement à Z. spinimana.

## Publication originale
- Simon, 1878 : Les arachnides de France. Paris, vol. 4, p. 1-334 (texte intégral).